# Ирука
Ирука (яп. 入鹿池 Ирука икэ) — водохранилище расположенное вблизи музея Мэйдзи-мура, в городе Инуяма, префектура Айти, Япония. Является вторым по величине водохранилищем в Японии.
В 1868 году плотина на водохранилище рухнула после сильного дождя. В результате наводнения погиб 941 человек.

## Галерея

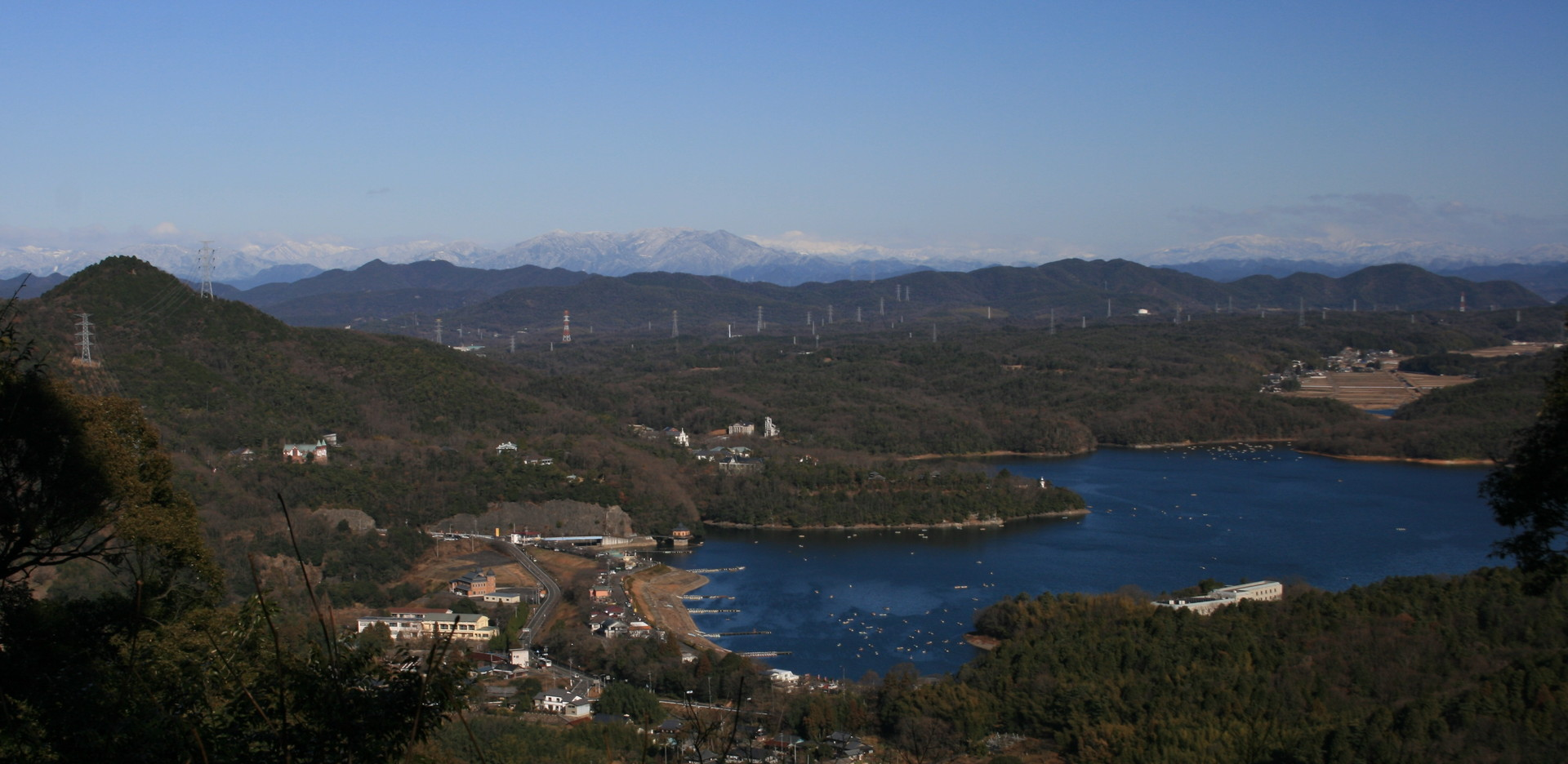
Ирука видно из горы Овари-Хаку
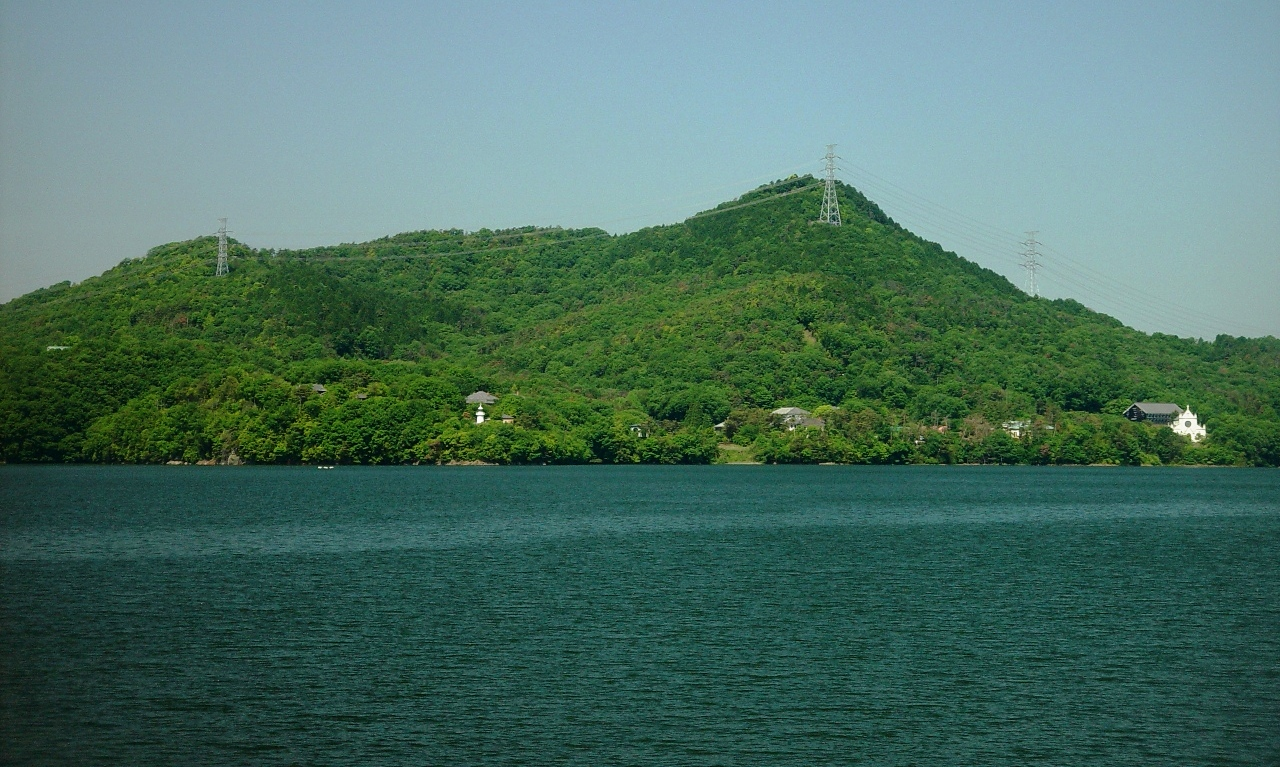
Ирука и гора Овари-Фудзи